# Франсоаз Мале-Жорис
Франсоаз Лилар (на френски: Françoise Lilar) е белгийска сценаристка, текстописец и писателка на произведения в жанра драма, проза, любовен роман, исторически роман и документалистика. Пише под псевдонима Франсоаз Мале-Жорис (на френски: Françoise Mallet-Joris).

## Биография и творчество
Франсоаз Южени Жюлиен Лилар е родена на 6 юли 1930 г. в Антверпен, Белгия. Дъщеря е на писателката Сузана Лилар и белгийския министър на правосъдието и държавен министър Алберт Лилар. Има една сестра.
След завършване на средното си образование прекарва две години в САЩ, преди да замине за Париж, където следва в Сорбоната.
Първият ѝ роман „Le rempart des Béguines“ (Бастионът на Бегин) е издаден през 1951 г. В него засяга темите за социалната класа и лесбийството в град подобен на Антверпен, представени в любовна афера между момиче и любовницата на баща ѝ. Романът печели одобрението на критиката, а през 1972 г. е екранизиран в едноименния филм с участието на Анисе Алвина и Никол Курсел. Продължението на темата прави с романа си „La chambre rouge“ (Червената стая) от 1955 г., който също е екранизиран през 1972 г. с участието на Шарън Гърни и Морис Роне.
През 1956 г. получава Наградата на книжарите за книгата „Лъжите“, история за борбата между умиращ бизнесмен и неговата незаконна дъщеря, която остава вярна на майка си. През 1958 г. е удостоена с наградата „Фемина“ за романа „Небесната империя“.
Обръща се към историческия роман с „Les Personnages“ (Героите) от 1960 г., за интригите на кардинал дьо Ришельо по отношение на любовния живот на крал Луи XIII, и с биографията на любовницата на краля, Мария Манчини, за която е удостоена с наградата на Монако.
В периода 1970 – 1981 г. е текстописец и спътничка на певицата Мари-Пол Бел, с която има любовна връзка.
В периода 1969 – 1971 г. е член на комитета на награда „Фемина“, а в периода 1971 – 2011 г. е член на журито на Академия „Гонкур“, която определя едноименната литературна награда. От 1993 г. до смъртта си е член на Кралската академия за френски език и литература на Белгия.
Живее в Париж и Брюксел. През последните си години писателката живее в Белгия, но в началото на 2016 г. се върща във Франция заради влошеното си здраве.
Франсоаз Лилар умира на 13 август 2016 г. в предградието Бри сюр Марн, Франция.

## Произведения

### Самостоятелни романи
- Le rempart des Béguines (1951)
- La chambre rouge (1955)
- Les Mensonges (1957) – награда на книжарите
- L’Empire Céleste (1958) – награда „Фемина“
- Les Personnages (1961)
- Les signes et les prodiges (1966)
- La Maison de papier (1970)
Книжната къща, изд.: „Хр. Г. Данов“, Пловдив (1978), прев. Пенка Пройкова
- Le jeu du souterrain (1973)
- Allegra (1976)
Алегра, изд.: ОФ, София (1982), прев. Райна Стефанова
- Dickie-Roi (1980)
Дики царят, изд.: „Народна култура“, София (1985), прев. Петя Добрева
- Un chagrin d'amour et d'ailleurs (1981)
Любовна мъка и още нещо, изд.: „Народна култура“, София (1983), прев. Тодор Дънков
- Le Clin d’oeil de l’Ange (1983)
- Le rire de Laura (1985)
- Adriana Sposa (1990)
- Divine (1991)
- Les Larmes (1993)
- La maison dont le chien est fou (1997)
- Sept Démons dans la ville (1999)
- La double confidence (2000)
- Ni vous sans moi, ni moi sans vous… (2007)
Нито вие без мен, нито аз без вас, изд. „Делакорт“ (2011), прев. Златко Стайков

### Сборници
- Cordélia (1958) – разкази
- Trois âges de la nuit (1968) – разкази

### Поезия
- Poème du dimanche (1946)

### Документалистика
- Lettre à moi-même (1963) – мемоари и автобиография
- Marie Mancini, Le premier amour de Louis XIV (1965) – биография на Мария Манчини, награда „Монако“
- Jeanne Guyon (1978) – биография на френската католическа мистичка от 18 век

### Екранизации
- 1959 Le travail c'est la liberté – по разказа „Les Poubelles“
- 1960 Le gigolo
- 1971 Les mensonges – тв филм
- 1972 Le rempart des Béguines
- 1972 La chambre rouge
- 1974 Jeanne ou La révolte – тв филм
- 1978 Allégra – тв филм
- 1981 Dickie-roi – тв мини-сериал, 6 епизода